# Notioceramus anomalus
Notioceramus anomalus is een zeester uit de familie Goniasteridae.
De wetenschappelijke naam van de soort werd in 1940 gepubliceerd door Walter Kenrick Fisher.